# Komparativa fördelar
Komparativa fördelar (även relativa fördelar) är en grundsats inom traditionell handelsteori. Även om det är mest känt via den Ricardianska modellen används det också i Heckscher-Ohlin-teoremet. 
I sin enklaste form, med två länder och två varor, så kan varje land ha en komparativ fördel i att producera en vara, trots att ett av länderna har en absolut fördel i att producera båda varorna. Anledningen är att produktionen av varje vara har en alternativkostnad, nämligen att istället producera den andra varan. Ur ett handelsperspektiv blir det då intressant om den alternativkostnaden skiljer sig åt mellan de två länderna. Om så är fallet tjänar länderna på att specialisera sig på varsin vara, och byta till sig den andra varan från det andra landet, istället för att producera båda varorna själva.
Resonemanget går även att tillämpa på individuella producenter i samhället, något som man tänker resulterar i största möjliga produktion.